# Imigração brasileira na Bolívia
Os brasileiros na Bolívia consiste de bolivianos de ascendência brasileira, bem como os imigrantes e expatriados do Brasil. Em maio de 2017, cerca de 26 738 brasileiros viviam na Bolívia, mais de um terço ilegalmente, de acordo com os registros do Organização Internacional para Migrações. Cerca de 13 mil deles vivem na região da planície que faz fronteira com o Brasil. Porem o número de agricultores brasileiros residindo na Bolívia pode chegar a 30 mil.
Os brasileiros na Bolívia se multiplicaram 2,53 vezes, aumentando em 153,2% nos últimos 27 anos (1990-2017), de 10.558 brasileiros em 1990 para 26.738 brasileiros em 2017.

## Histórico de Migração
No final dos anos 1980, os agricultores do Brasil foram atraídos pelas terras subdesenvolvidas da Bolívia, que tem solo fértil, água em abundância e um clima tropical que é perfeito para culturas como soja, milho, girassol, arroz e trigo. Muitos deles se estabeleceram na província boliviana de Pando, que fica do outro lado da fronteira dos estados da amazônia brasileira, o Acre e a Rondônia. Há também os agricultores brasileiros no departamento boliviano de Santa Cruz e que possuíam terras lá também.
Muitos estudantes brasileiros vão para a Bolívia para estudar medicina.Há milhares de estudantes brasileiros no país, a maioria deles se matriculam em cursos de medicina. Os primeiros estudantes brasileiros foram para a Bolívia na década de 1980. Eles foram atraídos pelos cursos de medicina a um custo baixo e sem a exigência de faculdade.

## Discriminação
Milhares de brasileiros que vivem em território boliviano, perto da fronteira com o Brasil estão sendo expulsos porque o presidente boliviano Evo Morales, sob a alegação de garantir a sua soberania sobre estas áreas, quer transferir quatro mil famílias camponesas de La Paz e Cochabamba, para 200 mil hectares localizados na região de fronteira.
Em 2009, o governo boliviano havia expulsado cerca de quatro mil trabalhadores rurais brasileiros, seringueiros, colonos, pequenos e grandes pecuaristas do departamento de Pando. As primeiras pessoas que foram expulsos do departamento de Pando eram colonos de famílias brasileiras pobres. Alguns colonos foram forçados a deixar suas casas e terras.
Existe também a discriminação contra estudantes brasileiros pelas autoridades e pela população da Bolívia com alegações de parcialidade, exigências de testes de HIV e cobrando taxas excessivas e papelada. Representantes do governo boliviano alega que a presença dos jovens brasileiros afetou significativamente a cultura das cidades onde os estudantes permaneceram principalmente Cochabamba e Santa Cruz de la Sierra. Para muitos bolivianos, os brasileiros promovem mais festas do que o habitual e têm um comportamento boêmio.

## Pessoas notáveis
- Sandro Coelho - futebolista brasileiro
- Edivaldo Hermoza - futebolista boliviano nascido no Brasil
- Marcelo Moreno - futebolista boliviano
- Olivia Pinheiro - modelo boliviana participante de concurso de beleza
- Regis de Souza - futebolista brasileiro